# بيبي ألكيد
بيبي ألكيد (بالإسبانية: José Alcaide Muñoz)‏ هو لاعب كرة قدم إسباني، ولد في 8 فبراير 1979 في مدريد في إسبانيا. لعب مع بونفيرادينا وريال خاين ونادي أوندا ونادي سمورة ونادي نوفيلدا.

## وصلات خارجية
- بيبي ألكيد على موقع قاعدة بيانات كرة القدم.إي يو (الإنجليزية)
- بيبي ألكيد على موقع Soccerway.com (الإنجليزية)